# Representación semilogarítmica

Papel semilogarítmico de 25 mm. La fórmula que nos da la posición, en cm, para un valor n que queremos representar en el eje con escala logarítmica es: x = 1 + 2,5*log_{10}(n). Dicha fórmula se puede aplicar solo al eje X o al eje Y, pero es específica de cada tipo de papel logarítmico. Las líneas más gruesas se llaman líneas de década pues representan potencias de 10, y en este caso están separadas 25 mm.

Una representación semilogarítmica es una representación gráfica de una función o de un conjunto de valores numéricos, en la que el eje de abscisas o el eje de ordenadas tienen escala logarítmica mientras que el otro eje tiene una escala lineal o proporcional. 
Si la representación se hace manualmente, se emplea papel semilogarítmico, que posee la escala con las marcas adecuadas para este tipo de representaciones. Se emplean logaritmos decimales, de base 10.

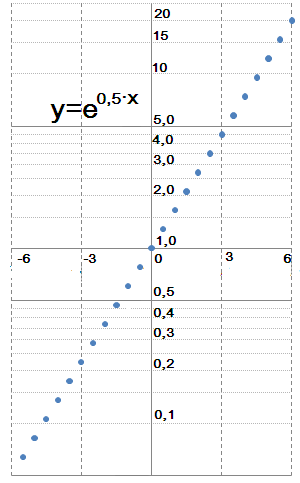
Representación semilogarítmica de una función exponencial, y=e^{0,5·x}. Nótese la escala logarítmica en uno de los ejes, en la cual las marcas no están igualmente espaciadas, mientras el otro eje tiene una escala lineal o proporcional, con las divisiones distribuidas a intervalos iguales.

## Usos
Los datos que siguen una variación similar a una función exponencial, y=a·eb·x, o aquellas serie de datos cuyo rango abarca varios órdenes de magnitud son apropiados para una representación semilogarítmica o logarítmica. Por ello, este tipo de representación es muy usada en ciencia e ingeniería.
Cualquier conjunto de datos que pueda ajustarse a la expresión {\displaystyle y=a\cdot e^{b\cdot x}} podrá representarse en forma de línea recta, {\displaystyle \log(y)=b\cdot x+\log(a)}, donde {\displaystyle \log } representa el logaritmo en base {\displaystyle e} o natural, ya que ambas expresiones son equivalentes. Si usamos logaritmos en bases {\displaystyle c}, distintas a la natural, la relación exponencial linealizada será  {\displaystyle \log _{c}(y)=b\cdot x\log _{c}(e)+\log _{c}(a)}.

## Ejemplo
Como ejemplo de representación semilogarítmica, vamos a realizar una gráfica con los términos de la serie {\displaystyle (2^{n})_{n=1...8}} en un papel semilogarítmico, que aparecen en la tabla inferior.
| x | 1 | 2 | 3 | 4  | 5  | 6  | 7   | 8   |
| y | 2 | 4 | 8 | 16 | 32 | 64 | 128 | 256 |

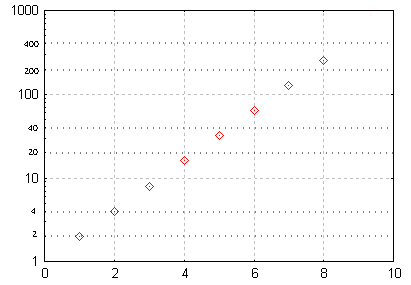
Representación de la serie en papel semilogarítmico

Este tipo de representación permite también evaluar las tasas de crecimiento de una variable que evoluciona con el tiempo. Cualquiera que sea el nivel de la variable, si la tasa de crecimiento no cambia, se representará con segmentos de igual pendiente. Se pueden también comparar las tasas de crecimiento haciendo abstracción de los efectos de escala.

## Interpretación de una representación semilogarítmica
Si tan solo el eje de ordenadas o el eje de abscisas posee escala logarítmica, la gráfica es llamada representación semilogarítmica. 
1. La ecuación para una línea con un eje de ordenadas en escala logarítmica sería:
{\displaystyle \log _{10}(F(x))=mx+b}
{\displaystyle F(x)=10^{(mx+b)}=(10^{mx})(10^{b}).}
2. La ecuación de una línea en una gráfica en la que el eje de abscisas posee escala logarítmica será:
{\displaystyle F(x)=m\cdot log_{10}(x)+b.}